# HP Pavilion

Emblema HP Pavilion

HP Pavilion este o linie de calculatoare produsă de către compania Hewlett Packard care a fost introdusă pe piață în anul 1995. Numele este aplicat atât pentru desktop-uri, cât și la laptop-uri care fac parte din game de produse pentru uz casnic și birou.
Când HP a fuzionat cu compania Compaq, ea a devenit și posesorul brandurile lui Compaq. Ca rezultat, HP realizează calculatoare cu ambele branduri. Calculatoarele pot fi procurate direct de la fabrică sau prin apel telefonic la HP. La rândul său ele pot fi personalizate după dorințele clientului.

### Laptop-uri

Laptop-uri HP (HDX9000 / dv2800tae / dv9700 / tx2000z / dv6700se)

#### Modelele Recente
- 18.4 inch : HDX18t
- 17.0 inch : dv7t / dv7z / Compaq CQ70
- 16.0 inch : HDX16t
- 15.6 inch : G60 / Compaq CQ60
- 15.4 inch : dv5tse / dv5t / dv5z / Compaq CQ50z
- 14.1 inch : dv4tse / dv4t / dv4z / Compaq CQ40
- 13.3 inch : dv3500t
- 12.1 inch : tx2500z Tablet PC / Compaq CQ20

#### Modelele Precedente
- 20.1 inch : HDX9000
- 17.0 inch : dv9000 / dv8000 / zd8000 / zd7000
- 15.4 inch : dv6000 / dv5000 / dv4000 / zv6000 / zv5000 / zx5000 / ze5000 / ze4000 / zt3000
- 15.0 inch : ze2000 / ze1000 / zt1000
- 14.1 inch : dv2000 / dv1000
- 12.1 inch : tx1000z tablet PC / tx2000z Tablet PC